# Buscant la màgica Doremi
Buscant la màgica Doremi (魔女見習いをさがして, Majo Minarai o Sagashite, Buscant a les aprenentes de bruixa) és una pel·lícula japonesa d'anime produïda per Toei Animation amb motiu del vintè aniversari de la sèrie d'anime La màgica Do-Re-Mi, que es va emetre entre el 1999 i el 2005. S'estrenà al Japó el 13 de novembre del 2020, i arribà doblada al català el 14 de gener del 2022. També s'ha emès en obert per l'SX3.
El film està ambientat en l'actualitat i el protagonitzen tres dones joves de perfils diferents que de petites miraven La màgica Do-Re-Mi. Va dirigit a un públic adult, diferent del de la sèrie de televisió.

## Argument
La Sora de Nagoya, la Mire de Tòquio i la Reika d'Onomichi són tres dones que aparentment no tenen res en comú, ni edat ni ocupació ni personalitat. L'única cosa que les uneix és que se senten desconcertades per una vida que no els va tal com la imaginaven i que van créixer veient la sèrie "La màgica Do-Re-Mi". Les aprenentes de bruixa solien reunir-se a la botiga màgica, inspirada en un edifici de Kamakura. A partir d'una trobada predestinada en aquest lloc, el trio fa un recorregut per tots els indrets associats amb la sèrie. La Sora, la Mire i la Reika riuen, ploren, es donen suport mutu i passen un temps valuós plegades mentre entenen que la Doremi i els seus amics sempre han estat al seu costat... El missatge important que les aprenentes de bruixa els van ensenyar els dona una empenteta que les porta a fer un nou pas endavant.

## Doblatge
| Personatge                  | Veu japonesa    | Veu catalana     |
| --------------------------- | --------------- | ---------------- |
| Sora Nagase                 | Aoi Morikawa    | Irene Miras      |
| Reika Kawatani              | Kanako Momota   | Clara Schwarze   |
| Mire Yoshizuki              | Rena Matsui     | Nerea Alfonso    |
| Hayato Yabe                 | Akira Ishida    | Masumi Mutsuda   |
| Seiya Kubo                  | Kenta Hamano    | Marcel Navarro   |
| Ryūichi Oomiya              | Shohei Miura    | Lluís Torrelles  |
| Doremi Harukaze             | Chiemi Chiba    | Eva Lluch        |
| Aiko Senoo                  | Yuki Matsuoka   | Carmen Ambrós    |
| Hazuki Fujiwara             | Tomoko Akiya    |                  |
| Onpu Segawa                 | Rumi Shishido   | Sílvia Gomez     |
| Momoko Asuka                | Nami Miyahara   | Núria Trifol     |
| Pop Harukaze                | Sawa Ishige     | Iris Lago        |
| Majòrica                    | Glòria Gonzàlez | Naomi Nagasawa   |
| Lala                        | Megumi Takamura | Anna Maria Camps |
| Flor "Floreta" Makihatayama | Ikue Otani      | Anna Maria Camps |
| Font: Anime News Network    |                 |                  |

## Recepció
Buscant la màgica Doremi s'havia d'estrenar al Japó el 15 de maig del 2020, però la pandèmia de COVID-19 ajornà l'estrena fins al novembre. El primer cap de setmana fou la quarta pel·lícula més vista del país i recaptà 74.061.680 de iens. El quart cap de setmana els ingressos acumulats ja eren de 245.957.520 de iens.
La versió doblada al català es va estrenar el gener del 2022 en 39 cinemes de Catalunya, les Illes Balears i el País Valencià.